# Moscone North Convention Center

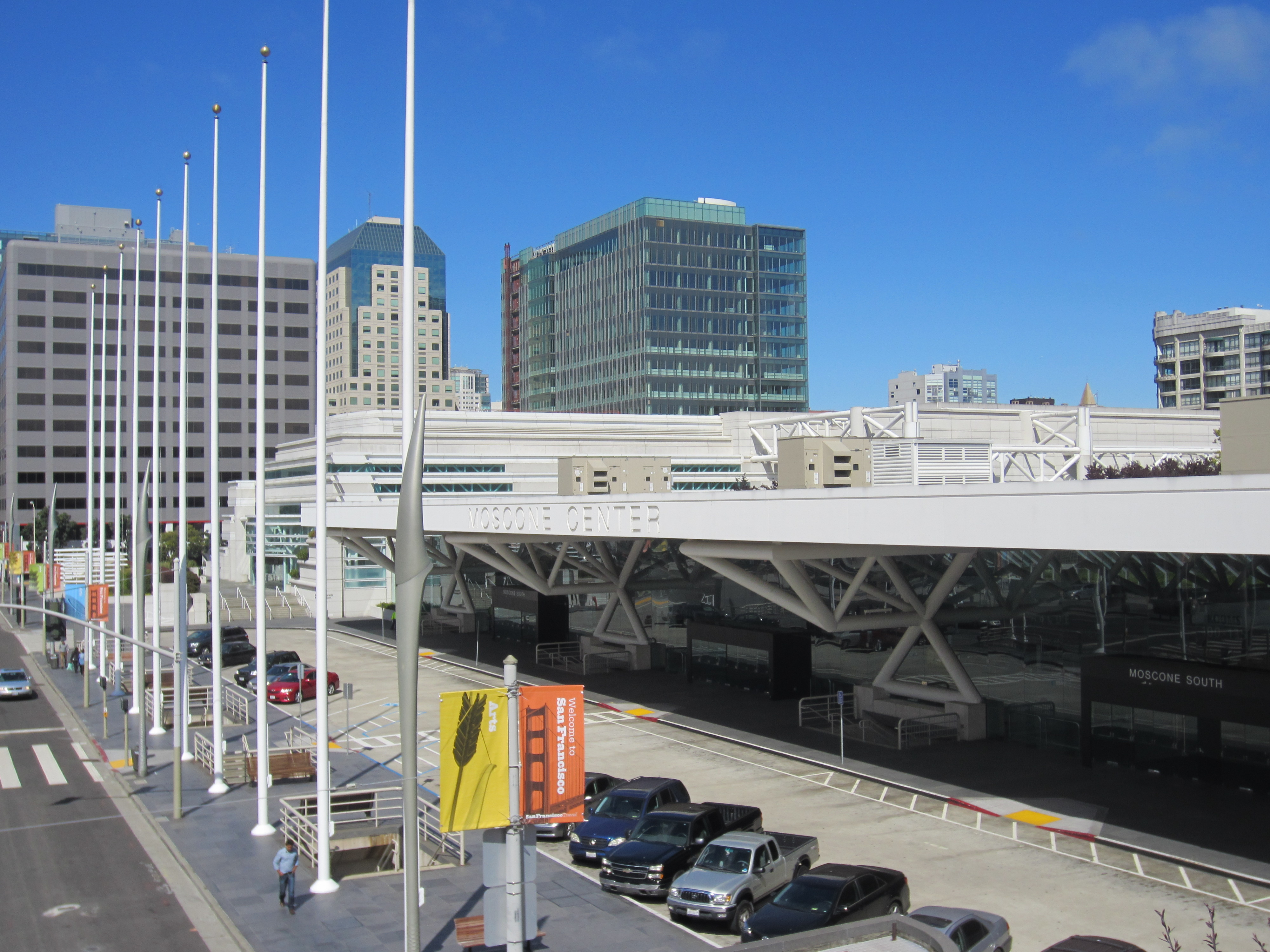
Moscone Center

Das Moscone North Convention Center in San Francisco, USA, ist ein Kongress- und Ausstellungskomplex im Stadtteil South of Market. Der eigentliche Gebäudekomplex liegt unterhalb des Yerba Buena Gardens. Das Kongresszentrum ist nach dem Bürgermeister George Moscone benannt. Es wurde 1981 von den Architekten Hellmuth, Obata + Kassabaum erbaut.